# The Hype Machine
 (juin 2019).
Si vous disposez d'ouvrages ou d'articles de référence ou si vous connaissez des sites web de qualité traitant du thème abordé ici, merci de compléter l'article en donnant les références utiles à sa vérifiabilité et en les liant à la section « Notes et références ».
The Hype Machine est un site internet qui regroupe les blogs musicaux. Celui-ci a été fondé en 2005 par Anthony Volodkin, un étudiant à l'université d'Hunter.
On peut écouter la plupart des musiques qui sont d'une excellente qualité mais on ne peut pas les télécharger. Un lecteur s'ouvre en pop-up afin de pouvoir écouter gratuitement en étant sur un site internet quelconque. La recherche peut se faire par noms d'artiste ou de chanson.
The Hype Machine est un baromètre blogosphérique. Il permet d'avoir un aperçu des différentes tendances musicales et des artistes en vogue au sein de la blogosphère en mesurant la popularité des musiques en écoute sur les nombreux blogs musicaux du net.